# Scindapsus lekarski
Scindapsus lekarski (Scindapsus officinalis  (Roxb.) Schott) – gatunek wieloletnich, wiecznie zielonych pnączy z rodziny obrazkowatych, pochodzących z obszaru od subkontynentu indyjskiego do Indochin.

## Zastosowanie
Scindapsus lekarski (hin. गजपीपल – gajapipal, gaja-pīpal) jest od starożytności uznaną rośliną leczniczą w tradycyjnej medycynie indyjskiej (ajurwedzie). Surowcem leczniczym jest suszony dojrzały kwiatostan (owocostan). Wykazuje on działanie termogeniczne, pobudzające, zwiększające popęd płciowy, wykrztuśne, napotne, wiatropędne i antyrobacze. Roślina ta stosowana jest w biegunce, kaszlu, zapaleniu oskrzeli, chorobach gardła i robaczycy. Badania przeprowadzone w 2010 roku wykazały, że wyciąg z owoców tych roślin jest silnym przeciwutleniaczem.